# معاوية نور
معاوية محمد نور (1907 / 1909 - 1941) ناقد ومترجم وقاص وصحفي سوداني يعتبر من رواد النقد والترجمة والقصة عربيا وسودانيا

## الميلاد والنشأة
ولد معاوية محمد نور في أم درمان بالسودان، من عائلة ميسورة الحال والجاه، فقد كان أبوه من الأثرياء. وكان جده لأمه محمد عثمان حاج خالد أميراً من أمراء الثورة المهدية وخاله هو الدرديري محمد عثمان، من الرعيل الأول من المتعلمين في السودان وأول سوداني يتقلد منصب قاض بالمحكمة العليا ومن رواد الحركة الوطنية في السودان والذي اختير بعد استقلال السودان عضواً في مجلس السيادة. وقد تربى معاوية في كنف خاله هذا بعد وفات والده، وهو صغيرا في العاشرة من عمره.

## تعليمه
بدأ تعليمه في الخلوة حيث درس مباديء القراءة والكتابة وحفظ بعض آيات القرآن الكريم ثم انتقل إلى مدرسة أم درمان الأولية ومنها إلى المدرسة الوسطى وبعد اجتيازه امتحان الدخول بتفوق اختير للدراسة الثانوية في كلية غوردون(جامعة الخرطوم حاليا). في سنته الأخيرة بكلية غردون التقى معاوية استاذه وصديقه المؤرخ الروائي والناشط السياسي اللبناني- الإنجليزي إدوارد عطية الذي كان استاذا لمادة التاريخ بالكلية وكان له تأثيره الكبير على شخصية تلميذه وخياراته الدراسية والمهنية اللاحقة.
سنة 1926 تم قبول معاوية للدراسة الجامعية في كلية كتنشر الطبية التي كانت انشئت سنة 1924 إلا انه كان يفضل دراسة الأدب الذي شغف به منذ عهده في المدرسة الثانوية حيث تورد بعض المصادر أنه نشر بعض المقالات حول الشعر والنقد منذ سنة 1920 في جريدة الحضارة تحت اسم مستعار هو «مطلع». وبعد فترة وجيزة من الحاقه بالكلية الطبية في الخرطوم هرب معاوية إلى مصر للالتحاق بكلية الآداب في القاهرة. إلا ان السلطات الاستعمارية اعادته بواسطة خاله، وتحت الحاحه سمح له خاله الالتحاق بقسم الأدب في الجامعة الأمريكية في بيروت.
أثناء دراسته بالجامعة الأمريكية كان معاوية يراسل صحيفتي «البلاغ الاسبوعي» و«السياسة الاسبوعية» ونشر في الأخيرة اغلب مقالاته الأدبية ودراساته النقدية والاجتماعية والفلسفية في الفترة 1927 إلى ديسمبر 1930
بعد ثلاث سنوات من الدراسة في الجامعة الأمريكية حاز معاوية إجازة الأدب وسافر إلى القاهرة واتصل بالمجتمع الأدبي وخاصة الجيل الجديد من الأدباء حيث أسس إلى جانب ثلة من كتّاب وصحفيي جريدة السياسة الاسبوعية رابطة الأدب القومي 1930 ولاحقاً عمل بالصحافة المصرية وعين محرراً بجريدة مصر ومشرفاً على صفحاتها الأدبية والتي تضمنت الكثير من مقالاته وأبحاثه وقصصه. تقرب معاوية إلى الأديب المصري الشهير عباس محمود العقاد

## أعماله ونشاطاته الأدبية
كان معاوية يطبق في كتاباته القواعد الغربية في النقد الأمر الذي أكسبه شهرة واسعة إلى أن ساهم في تأسيس لنقد الغربي في كل عمل أدبي تناوله، وكان غزيراً في إنتاجهالذي شمل مختلف ضروب القصة والشعر والمسرحيات. وقد تميز أسلوبه في النقد بالتجرد والموضوعية وعرف عنه تناوله أعمال كبار الأدباء بالجرأة نفسها التي تناول بها أعمال الناشئة من الكتاب. فانتقد أعمال كتاب أمثال سلامة موسى وإبراهيم المازني ووصفها بأن فيها تكلف وصناعة وعاب على سلامة موسى عدم الحزم والنهائية في كتاباته النفسية. وإلى جانب النقد كتب معاوية القصة الطويلة والسيرة ووترجم الكتب. وتميزت كل كتاباته بالواقعية،
تحتل قصص معاوية ودراسته موقع الريادة والصدارة في الأدب العربي ويرى القاص والناقد «مختار عجوبة» أن (معاوية هو أول من كتب قصة قصيرة مكتملة من الناحية الفنية)ومن أعماله في هذا المجال:
- ابن عمه، ربما تكون أول قصة نُشرت له وذلك في صحيفة السياسة الأسبوعية في مايو / أيار 1930 م.
- إيمان، ونشرت في السياسة الأسبوعية في 13 سبتمبر / أيلول 1930 وهي قصة احتوت على نبوءة مبكرة لمصيره الشخصي حيث انتهى معاوية نفسه إلى النهاية ذاتها التي إنتهى إليها بطل القصة بعد حوالي إحدى عشر عاما من كتابتها.
- في القطار، التي نشرت في نوفمبر / تشرين الثاني]] 1930
- المكان، ونشرت في جريدة مصر في نوفمبر / تشرين الثاني 1931
- الموت والقصر. نُشرت بجريدة مصر في يناير / كانون الثاني 1932.[4][7]

## قالوا عنه
لعل أبرز من تحدث عن معاوية وأدبه هو الأديب المصري محمود عباس العقاد الذي كان معاوية أحد رواد ديوانه وجليسا له الذي قال عنه قولته المشهورة في السودان «لو عاش معاوية لكان نجما مفردا في سماء الفكر العربي» كما كتب عنه قصيدة تأبينية خلال إحدى زياراته للسودان قال فيها:
بكائي عليــــه من فؤاد مفجع.. ومن مقلة ما شوهدت قط باكيــة
بكائي على هذ الشباب الذي ذوى.. وأغصانه تختال في الروض نامية
ويا عارفيه لا تضنوا بذكره.. ففي الذكر رجعى من يد الموت ناجية
أعيروه بالتذكار ما ضن دهره.. به عيشة في مقبل العمر راضية
يرى القاص والناقد السوداني مختار عجوبة بأن معاوية نور هو أول من كتب قصة قصيرة مكتملة من الناحية الفنية في السودان. ويصفه الأديب السوداني النور محمد حمد بقوله «إن أميز ما يميز معاوية عندي، هو أنه لم يحسّ بالدونية تجاه أحد من العالمين فانبرى محاججا مناظرا ومنتقدا لكبار الادباء مثل طه حسين، وأحمد شوقي، وإبراهيم ناجي، وعلي محمود طه، والمازني، ومحمد حسين هيكل». وقال عنه الكاتب المصري أنور المعداوي «إنني اتطلع إلى حفل ضخم يقام في الخرطوم من أجل أحياء ذكراه، وطبع آثاره، والتنويه به في العالم العربي كله». أما الكاتب المصري أنور وجدي فقد ذكر بأن يتطلع إلى حفل ضخم يقام في الخرطوم من أجل أحياء ذكرى معاوية محمد نور، وطبع آثاره، والتنويه به في العالم العربي كله.

## وفاته
توفي معاوية محمد نور في سنة 1941، بعد صراع مع مرض ذهني مصحوب بمرض عضوي (بواسير).

## روابط
1. ↑  تعرف على أول أديب سوداني كتب بصحافة مصر وصاحب العقاد نسخة محفوظة 19 نوفمبر 2020 على موقع واي باك مشين.
2. ↑  معاوية محمد نور غائب في مئويته الأولى نسخة محفوظة 19 نوفمبر 2020 على موقع واي باك مشين.
3. ↑  كامل سلمان الجبوري (2003). معجم الأدباء من العصر الجاهلي حتى سنة 2002م. بيروت: دار الكتب العلمية. ج. 6. ص. 251. ISBN:978-2-7451-3694-7. LCCN:2003489875. OCLC:54614801. OL:21012293M. QID:Q111309344.
4. 1 2  موقع الفحل > الفنون والآداب > النقد الأدبي > معاوية محمد نور نسخة محفوظة 29 أبريل 2018 على موقع واي باك مشين.
5. ↑  معاوية محمد نور... حياته - موسوعة التوثيق الشامل نسخة محفوظة 2020-11-20 على موقع واي باك مشين.
6. ↑  معاوية محمد نور نسخة محفوظة 24 يناير 2018 على موقع واي باك مشين.
7. ↑  معاوية محمدنور رائدا للقصة السودانية - موسوعة التوثيق الشامل نسخة محفوظة 19 نوفمبر 2020 على موقع واي باك مشين.
8. ↑  معاوية محمد نور.. ذلك المجهول | منتدى مطر نسخة محفوظة 22 فبراير 2018 على موقع واي باك مشين.
9. ↑  Moose Lodge 1899 نسخة محفوظة 16 ديسمبر 2015 على موقع واي باك مشين.
10. ↑  عبقريات العمر القصير الفجر حين يتنفس الأديب معاوية محمد نور - صحيفة الراكوبة نسخة محفوظة 09 سبتمبر 2015 على موقع واي باك مشين.